# George Villiers, 4:e earl av Clarendon
George William Frederick Villiers, 4:e earl av Clarendon, född den 12 januari 1800 i London, död där den 27 juni 1870, var en brittisk statsman, sonson till Thomas Villiers, 1:e earl av Clarendon och bror till Charles Pelham Villiers.
Villiers påbörjade sin diplomatbana 1820 och blev 1833 engelskt sändebud i Madrid, där han verkade för sin regerings avsikt att sätta drottning Isabellas tron på en nationell och liberal grundval. År 1838 blev Villiers genom en farbrors död earl av Clarendon och återvände 1839 till England för att ta plats i överhuset efter att ha avböjt den erbjudna generalguvernörsposten i Kanada. 
Lord Clarendon utnämndes 1840 till sigillbevarare i lord Melbournes liberala ministär och 1841 till kansler för hertigdömet Lancaster. När whigministären i juli samma år avgick blev han en verksam medlem av oppositionen, men understödde inte desto mindre kraftigt sir Robert Peel i dennes kamp för spannmålslagarnas upphävande. 
När en ny whigministär bildades 1846 blev lord Clarendon president i handelsministeriet, men tog avsked redan 1847, då han utnämndes till lordlöjtnant över Irland. Denna ö befann sig då i ett kritiskt läge: befolkningen hade drabbats av en allmän hungersnöd, de agrariska brotten (brott begångna av underhavande mot deras husbönder) hade nått en nya höjder och de upproriska partierna var, inspirerade av 1848 års franska revolution, djärvare än tidigare. 
Clarendon lyckades emellertid väsentligt förbättra både den ekonomiska och politiska situationen på Irland och försökte ge sin förvaltning en prägel av försonlig tolerans. Han avgick med ministären Russell 1852 och inträdde februari 1853 som utrikesminister i Aberdeens koalitionsministär. Landet höll redan då, enligt Clarendons klassiska uttryck, på att "driva ut i kriget", och under Krimkriget uppbjöd han all sin smidighet för att bibehålla ett gott förbundsförhållande till Frankrike. 
Som Englands ombud vid fredsförhandlingarna i Paris 1856 utvecklade han en betydelsefull verksamhet, speciellt genom att han skaffade den sardinska regeringen tillträde till förhandlingarna och hävdade grundsatsen om Svarta havets neutralisering. Förklaringen om krigförande makters rättigheter var väsentligen hans verk. Emellertid sjönk hans popularitet genom den iver, med vilken han uppträdde för den så kallade konspirationsbillen, som blivit föreslagen till följd av Orsinis attentat på Napoleon III. 
Åren 1859-64 innehade Clarendon inte något offentligt ämbete, trots att en liberal ministär (Palmerstons) under denna tid satt vid styret; men 1864 ingick han, som kansler för Lancaster, i kabinettet, var samma år Englands andra ombud vid konferenserna i London rörande den danska frågan och blev 1865 utrikesminister i kabinettet Russell. Efter denna regerings nederlag i rösträttsfrågan avgick han 1866 tillsammans med de övriga ministrarna. År 1868 övertog han åter utrikesportföljen i Gladstones första ministär. 
Han lär ha åtnjutit stort anseende för sin öppna karaktär och sin rika erfarenhet. Hans intagande personlighet och bländande konversationsförmåga skaffade honom många vänner, han var särskilt mycket uppskattad av drottning Viktoria.